# Nozomi Sasaki
Nozomi Sasaki (佐々木 希?, Sasaki Nozomi; Akita, 8 febbraio 1988) è una modella, attrice e cantante giapponese.

## Infanzia
Nasce ad Akita dove frequenta le scuole elementari. Per un breve periodo frequenta la scuola media ma verso i quattordici anni la abbandona per intraprendere la carriera di modella.
Inizialmente faceva la modella per pubblicità di cosmetici, finché nel 2008 decise di diventare una gravure idol.

## Carriera
Nel 2008 Nozomi inizia ad apparire su molte riviste giovanili e, nell'agosto di quell'anno, pubblica il suo primo photobook.
L'anno seguente inizia ad apparire in televisione in più di 20 spot e 10 programmi.
Nel 2010 lascia il suo primo singolo, Kamu a Funyan feat. Astro, che raggiunse la prima posizione nella classifica Oricon.

## Photobook
- Nozomi (1º agosto 2008, Shueisha)
- Sasaki Nozomi in Tenshi no Koi (31 ottobre 2009, Kadokawa)
- Non (21 novembre 2009, Shueisha)
- Prism (30 marzo 2010, Gentosha)
- Nozokimi (Luglio 2010, Gentosha)

## Dorama
- Kami no Shizuku (2009, NTV)
- Shaken Baby! (2010, Fuji TV)
- Straight Man (2010, Fuji TV e Kansai TV)
- Dohyo Girl (2010, MBS)
- Kaito Royale (2011)